# Байдачный, Анатолий Николаевич
Анато́лий Никола́евич Байда́чный (1 октября 1952, Москва) — советский футболист, нападающий; тренер.
Имеет журналистское образование. Известен острыми высказываниями на послематчевых пресс-конференциях.

## Биография

### Карьера игрока
Воспитанник обнинской футбольной школы, ученик Юрия Шуванова. Окончил среднюю школу с золотой медалью.
С 1969 по 1974 год играл за московское «Динамо». Участник финала Кубка кубков 1972 года.
В 19 лет был приглашен в сборную СССР, в составе которой на чемпионате Европы 1972 года завоевал серебряные медали.
Из-за конфликта с руководством «Динамо» вынужден был уйти в минское «Динамо». Будучи футболистом минского «Динамо», женился на дочери первого секретаря Могилёвского обкома КПСС В. В. Прищепчика. В 1979 году во время матча с московским «Спартаком» получил серьёзную травму ноги, из-за чего был вынужден рано закончить карьеру игрока в 28 лет.

### Тренерская карьера

#### В СССР
Уже со следующего сезона приступил к работе главного тренера команды «Днепр» Могилёв, которую в 1982 году вывел в первую лигу чемпионата СССР. В сезоне 1988 и 1989 тренировал ворошиловградскую «Зарю», которая в первом же сезоне при Байдачном покинула первую лигу.
В 1990 принял херсонский «Кристалл», который по итогам сезона привёл к 5 месту в чемпионате Украинской ССР.

#### 90-е
После развала СССР в 90-е работал в основном вне постсоветского пространства. Сначала в полулюбительском клубе Анагенниси на Кипре, а затем был приглашён тренировать молодежную сборную Сирии. При Байдачном произошло самое важное событие в истории сирийского футбола — в 1994 году сборная U-20 завоевала кубок Азии, в финале обыграв Японию. Всем игрокам той сборной указом Хафеза Асада подарили по квартире, а Байдачному — новый автомобиль. Однако уже на следующем чемпионате сборная не смогла выйти из группы и контракт Байдачного расторгли. После чего тренер отправился в Кувейт тренировать местный «Аль-Ямрук».
Затем был краткий период в молдавском «Тилигуле», и в 1997 году Анатолий Байдачный возглавил минское «Динамо», которое в первый же сезон выиграло чемпионат Беларуси.
В 1998 Анатолий Байдачный стал главным тренером сочинской «Жемчужины» и первый круг команда провела в верхней части таблицы. Во втором же сказались травмы лидеров и усталость и команда закончила сезон на 13 месте. Уже в середине следующего сезона Байдачный покинул клуб.

#### 2000-e
2000-й год Байдачный начал в новороссийском «Черноморце», который по итогам сезона занял высшую строчку в своей истории — 6-е место, дающее право играть в Кубке УЕФА, а на следующий сезон в Новороссийск в рамках этого кубка пожаловала испанская «Валенсия», с трудом одолевшая хозяев 0:1. Байдачный к тому моменту уже не был главным тренером команды.
В сезоне 2001 Байдачный спасал от вылета ростовский «Ростсельмаш». Команда играла очень нестабильно, однако дошла до полуфинала Кубка России, где проиграла «Алании», и заняла 13 место в чемпионате, одолела «Шинник» в стыковых матчах и сохранила прописку в высшей лиге.
Следующий сезон — и снова чемпионский — Анатолий Байдачный возглавлял «Динамо» (Минск), после чего получил приглашение тренировать Сборную Беларуси. Оба отборочных цикла (к Евро 2004 и Чемпионату Мира 2006) команда провалила, и контракт тренера был расторгнут.
После чего в Беларуси Байдачный тренировал «Дариду» (Ждановичи), но покинул клуб со скандалом из-за несогласия с руководством команды по поводу контрактов ведущих игроков.

#### 2010-е
С 4 января 2010 года — главный тренер клуба «Терек» Грозный. В декабре 2010 года покинул грозненский клуб.
С июня 2011 года работал старшим тренером в ФК «Факел» (Воронеж).
18 апреля 2012 года возглавил «Ростов». 11 июня 2012 года было объявлено, что он уволен с поста главного тренера «Ростова». В интервью «Советскому Спорту» Байдачный говорил, что в этот период он пережил операцию на сердце и не планировал больше тренировать. Однако в марте 2021 по просьбе друзей кратковременно возобновил тренерскую карьеру, чтобы стать главным тренером ФК «Арарат-Армения». По итогам сезона занял с клубом 5-е место и тренер не стал продлевать сотрудничество с командой.

## Достижения

### В качестве игрока
- Серебряный призёр чемпионата Европы 1972

### В качестве тренера
- Чемпион Беларуси: 1997[14]

## Награды и звания
- Мастер спорта международного класса (1973)
- Заслуженный тренер Белорусской ССР (1982)

### Интервью
- Интервью Сергею Олехновичу // Прессбол. — 26 сентября 2002 года.
- Интервью Вячеславу Божко Архивная копия от 10 марта 2013 на Wayback Machine // FootballTop.ru. — 17 января 2013 года.
- Анатолий БАЙДАЧНЫЙ: «ТЕПЕРЬ СМЕРТИ НЕ БОЮСЬ» Архивная копия от 2 сентября 2013 на Wayback Machine

### Статьи
- Судьбы чемпионов // НГ-регион. — 19 июля 2013 года. — № 27 (1014). Архивировано 16 августа 2013 года.